# 比企能達
比企 能達（ひき よしさと、1893年9月22日 - 1968年10月17日）は、日本の医師。専門は、病理学及び内科学。医学博士。長男は比企能樹。

## 経歴
神奈川県中郡旭村（現・平塚市）出身。加藤房吉の三男として生まれ、叔父で開業医・政治家の比企喜代助（1866年～1944年）の養子となる。旧制第二高等学校を経て、東京帝国大学医学部を卒業。1927年、同医学部病理学教室助手（教授緒方知三郎）。1932年、同医学部内科学教室副手（教授島薗順次郎）。1934年、東京大学医学博士、論文の題は「唾液腺の内分泌に就て : 唾液腺條紋部(streifenstuck)の構造竝に機能に就て」。 1945年、日本大学医学部第一内科教授。1950年、同大学医学部長。1964年、国立がんセンター総長。1968年（昭和43年）逝去、享年75。勲一等瑞宝章。従三位。日本大学名誉教授。日本内科学会名誉会員。平塚市名誉市民。長男は北里大学名誉教授で慶應連合三田会第9代会長を務めた医師の比企能樹。
日本医師会副会長、医療審議会会長、日本学術会議委員、日本アレルギー学会会長、日本臨床病理学会会長、日本医学会副会長などを歴任。

## 家族
- 長女：敎惠（1927年6月生、東京女子大学卒）
- 二女：耐子（1930年8月生、学習院大学卒）
- 長男：能樹（1933年7月生、慶應義塾大学医学部卒、慶應義塾大学医学博士）
- 三女：光世（1936年1月生、学習院大学卒）
- 四女：珠世（1940年4月生、立教大学卒）
- 二男：能實（1942年7月生、日本大学医学部卒、日本大学医学博士）
- 三男：能信（1946年2月生、慶應義塾大学商学部卒、日本フルハーフ元代表取締役社長）

## 参考資料
- 故比企能達先生追悼文集、日本大学医学部萩原内科学教室、1969